# Johannes Jakob Diezler
Johannes Jakob Diezler, auch Jakob Ditzler (* 6. Januar 1789 in Ehrenbreitstein, Kurtrier; † 31. Dezember 1855 in Andernach), war ein deutscher Landschafts- und Vedutenmaler des Biedermeiers.

## Leben
Wie auch sein Sohn Anton Diezler, der ab 1830 in seinem Kölner Geschäft mitarbeitete, schuf Diezler detailreiche, topografisch genau angelegte Bilder vom Mittelrhein und angrenzenden Landschaften, die dem kulturhistorischen Kontext der Rheinromantik zugeordnet werden können. Er fand seine Motive am Rhein, von Köln bis Mainz. Auch an Mosel, Saar und Lahn wanderte er. 1826 stellte er zwei Rheinlandschaften auf der Berliner Akademie-Ausstellung aus, die vom preußischen Königshaus erworben wurden.

## Werke (Auswahl)

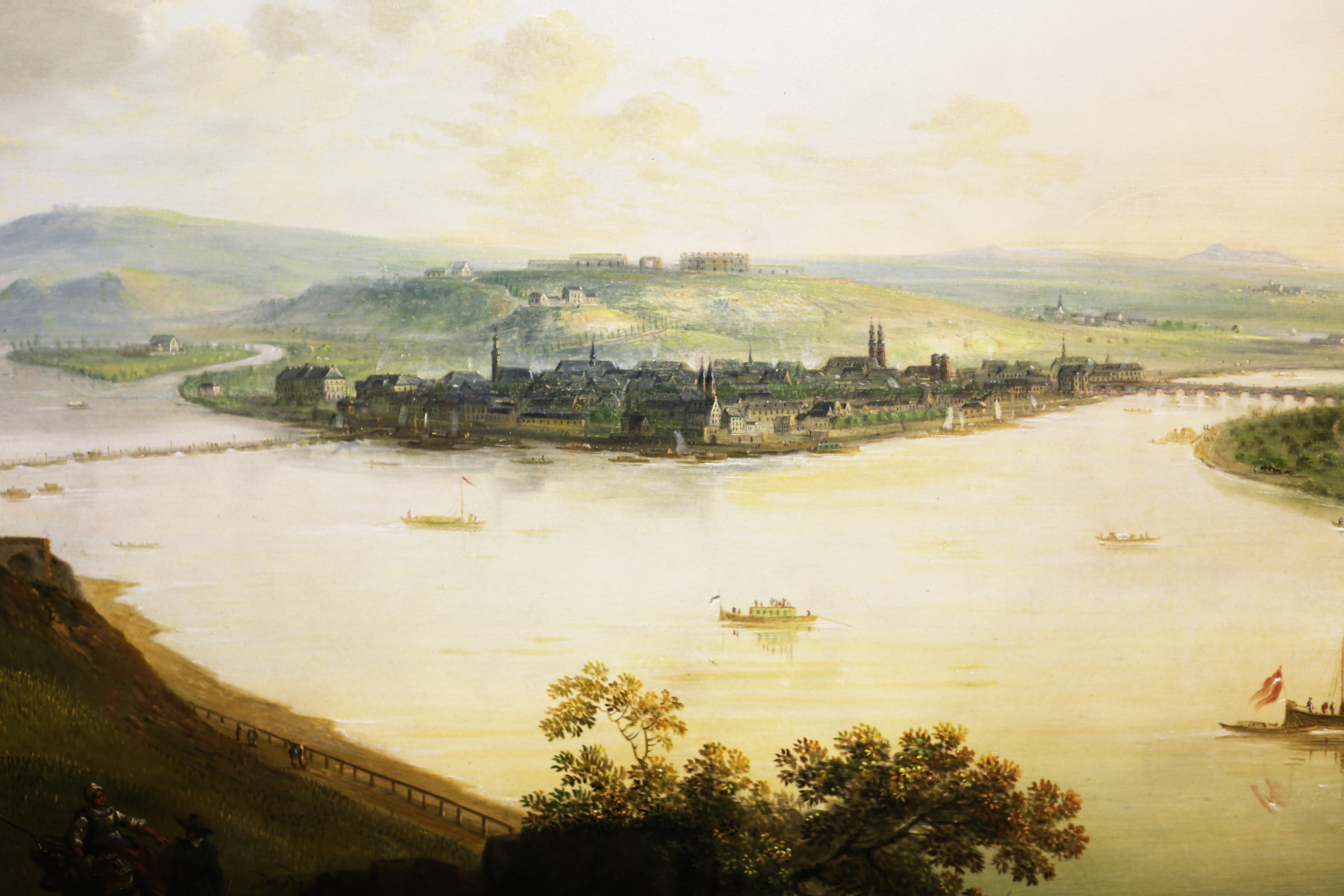
Blick von Ehrenbreitstein auf Koblenz, 1821

- Blick auf Koblenz von Norden, 1818
- Blick von Ehrenbreitstein auf Koblenz, 1821, ausgestellt im Mittelrhein Museum Koblenz
- Das alte Kloster auf dem Apollinarisberg bei Remagen, 1824
- Blick auf St. Kastor und Ehrenbreitstein, 1826, ausgestellt im Mittelrhein Museum Koblenz
- Nassau an der Lahn, 1826
- Schloss Bürresheim, 1827
- Rolandseck, Nonnenwerth und das Siebengebirge, 1829
- Blick auf Mainz, 1830
- Niederlahnstein und Kapellen-Stolzenfels, 1830
- Blick auf Kloster Besselich bei Koblenz, um 1830
- Blick über die Lahn auf Bad Ems, um 1830
- Blick auf Vallendar, Niederwerth und Koblenz, um 1830
- Rolandseck, Nonnenwerth und das Siebengebirge, um 1830
- Ehrenbreitstein und Koblenz, 1831
- Das Rheintal mit Blick auf die Pfalz und die Stadt Kaub mit Burg Gutenfels, 1832
- Schloss Johannisberg im Rheingau, 1833
- Braubach und die Marksburg, 1833
- Sinzig und die goldene Meile, 1834
- Bilderuhr Oberwinter mit Blick auf das Siebengebirge, 1836
- Kloster Maria Laach, 1838
- Blick auf Königswinter und das Siebengebirge, 1838
- Burg Rheineck und das Rheintal, um 1838
- Der Rheingrafenstein bei Münster an der Nahe, 1839
- Ansicht des Siebengebirges von Westen, 1840
- Rolandseck, Nonnenwerth und das Siebengebirge, 1840
- Blick auf die Godesburg, Königswinter und den Drachenfels, um 1840
- Die Loreley bei Nacht, 1843
- Blick auf Schloss Arenfels und das Rheintal mit Bad Hönningen, Bad Breisig und Burg Rheineck, um 1843
- Rolandseck, Nonnenwerth und das Siebengebirge, um 1845
- Blick auf Erpel und Remagen mit der Apollinariskapelle, 1847